# Untereinheit 1A des Arp 2/3-Komplexes
Die Untereinheit 1A des Arp 2/3-Komplexes  ist ein Protein der SOP2 Proteinfamilie und fungiert wahrscheinlich als Untereinheit p41 des Arp 2/3-Komplexes. Sie weist große strukturelle Ähnlichkeit zur Untereinheit 1B des Arp 2/3-Komplexes auf, so dass man vermutet, dass beide Proteine als Untereinheit p41 dienen können. Das Protein wird vom Gen ARPC1A auf dem 7. Chromosom des Mensch codiert.

## Funktion
Das Protein bildet zusammen mit den Proteinen Arp2, Arp3, ARPC2, ARPC3, ARPC4 und ARPC5 den Arp 2/3-Komplex. Dieser Proteinkomplex ist wichtig bei der Aktinnukleation – der Formierung von Aktinfilamenten aus G-Aktin. Vermutlich ahmen die Untereinheiten Arp2 und Arp3 dazu ein Aktindimer nach, das aber stabiler ist, als das Dimer selbst und so als Zentrum für die weitere Polymerisation dient. Es ist möglich, dass die p41-Untereinheit dabei entscheidend für die Struktur des Komplexes ist.